# Фуразолідон
Фуразолідон — синтетичний антибіотик та антипротозойний препарат з групи нітрофуранів для перорального застосування.

## Фармакологічні властивості
Фуразолідон — синтетичний антибіотик та антипротозойний препарат з групи нітрофуранів широкого спектра дії. Препарат має як бактерицидну, так і бактеріостатичну дію, що залежить від концентрації препарату та виду збудника. Механізм дії фуразолідону полягає у гальмуванні активності дегідрогеназ і пригніченні дихальних циклів мікробних клітин та порушенні синтезу білків у клітинах патогенних бактерій. До фуразолідону чутливі такі збудники: стафілококи, стрептококи, Escherichia coli, Enterobacter spp., сальмонели, клебсієли, шиґели, Vibrio cholerae, Serratia spp. До фуразолідону чутливі також найпростіші — трихомонади та лямблії.

### Фармакокінетика
Фуразолідон при пероральному прийманні швидко всмоктується зі шлунково-кишкового тракту, біодоступність препарату не вивчена. Високі концентрації у більшості тканин організму препарат не створює внаслідок швидкого метаболізму. Фуразолідон проникає через гематоенцефалічний бар'єр. Фуразолідон проникає через плацентарний бар'єр та виділяється в грудне молоко. Метаболізується препарат в печінці. Виводиться фуразолідон з організму переважно нирками у вигляді метаболітів, а також частково з жовчю. Період напіввиведення препарату не досліджений, при нирковій недостатності препарат акумулюється в організмі.

## Показання до застосування
Фуразолідон показаний при лямбліозі, трихомонадному кольпіті, гастроентероколітах. Фуразолідон входить у схеми лікування виразкової хвороби для ерадикації Helicobacter pylori.

## Побічна дія
При застосуванні фуразолідону можливі наступні побічні ефекти: нечасто висипання на шкірі, свербіж шкіри, кропив'янка, набряк Квінке, нудота, блювання, діарея, забарвлення сечі в темно-жовтий колір; рідко периферична нейропатія, головний біль, запаморочення, холестаз, гострий токсичний гепатит, гіпоглікемія, ортостатична гіпотензія, артеріальна гіпертензія, гарячка; дуже рідко лейкопенія, агранулоцитоз, гемоліз у хворих з дефіцитом глюкозо-6-фосфатдегідрогенази.

## Протипокази
Фуразолідон протипоказаний при підвищеній чутливості до нітрофуранів, при термінальній нирковій недостатності, нейропатіях, печінковій недостатності, дефіциті глюкозо-6-фосфатдегідрогенази, вагітності. Під час лікування фуразолідоном рекомендовано припинити годування грудьми.

## Форми випуску
Фуразолідон випускається у вигляді таблеток по 0,05 г та гранулах для приготування суспензії по 50 г.

## Застосування у ветеринарії
Фуразолідон застосовують у ветеринарії для лікування бактеріальних та протозойних інфекцій у телят, ягнят, поросят та домашньої птиці. Для ветеринарного застосування фуразолідон випускається у пакетах або пластикових банках по 50, 100, 200, 500 та 1000 г.